# Skanssi
Skanssi est un quartier du district d'Uittamo-Skanssi à Turku en Finlande,.

## Description
Skanssi est un situé à la frontière avec Kaarina, entre la route nationale 1 et la route régionale 110.
Le terrain comprend un esker, des terres arables et une colline boisée.
L'esker de Skanssi est une partie de la chaîne d'eskers Laitila–Mynämäki longue de 95 kilomètres qui va jusqu'à Kemiö en passant par Parainen.
Le centre commercial Skanssi à ouvert en 2009 et le Flowpark (fi) en 2010.

## Galerie

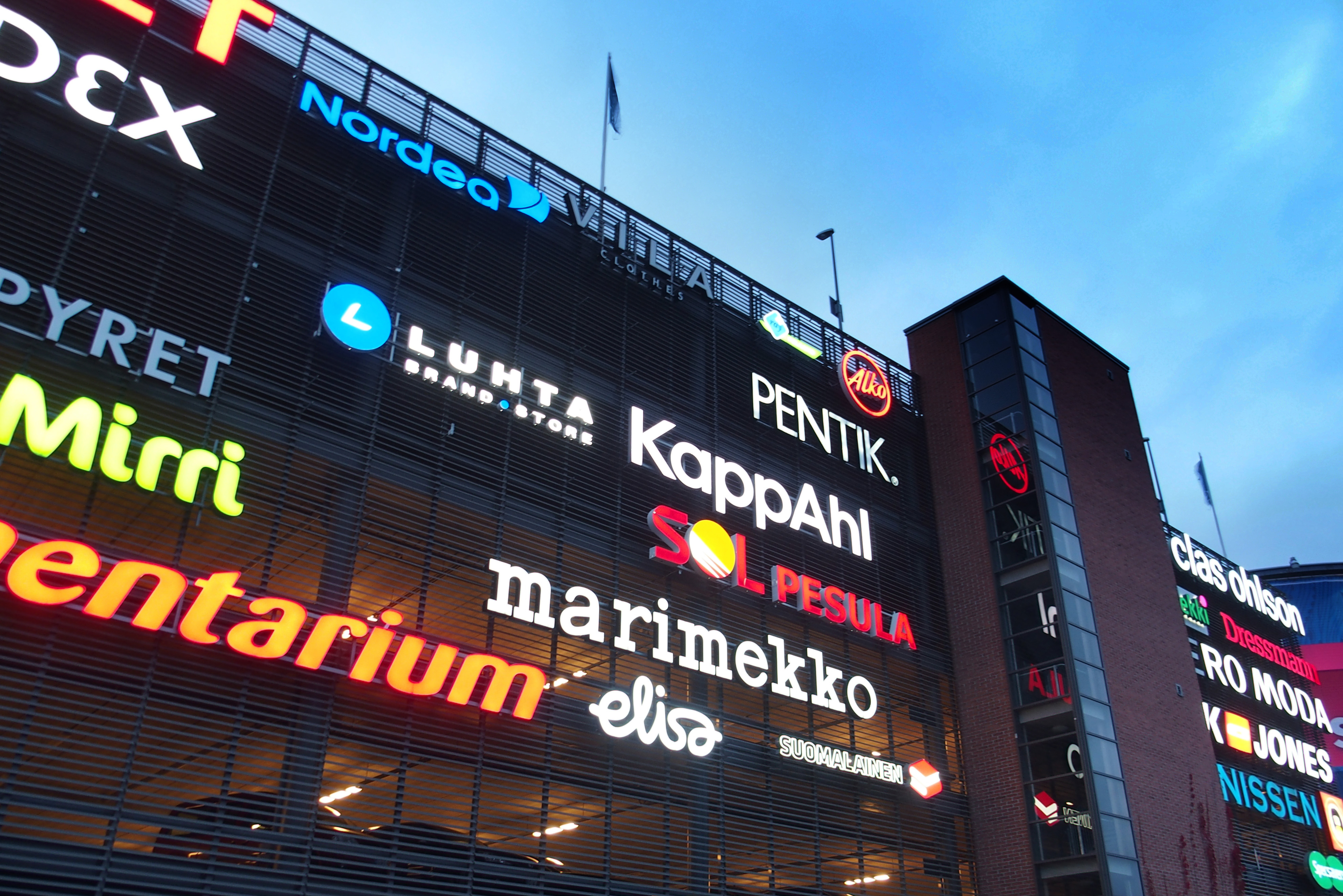
Centre commercial Skanssi.
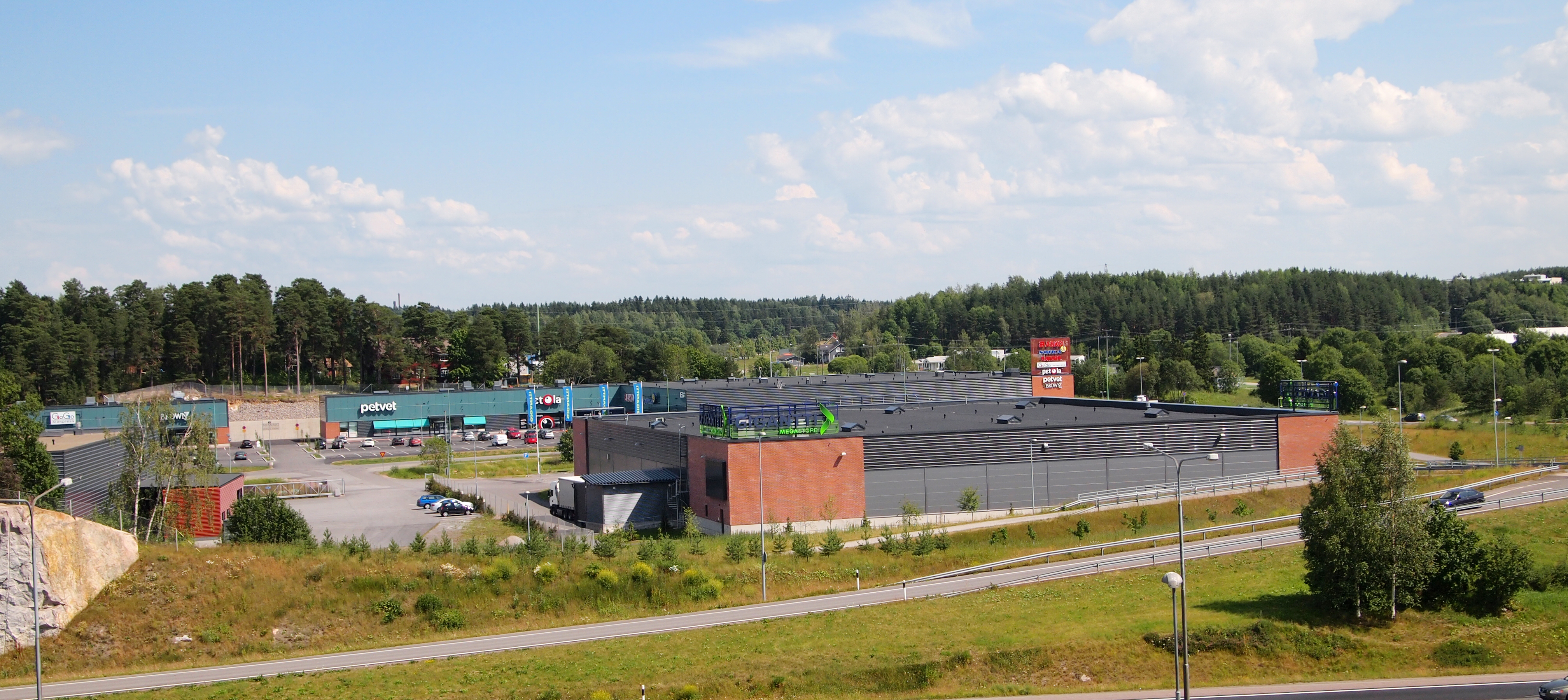
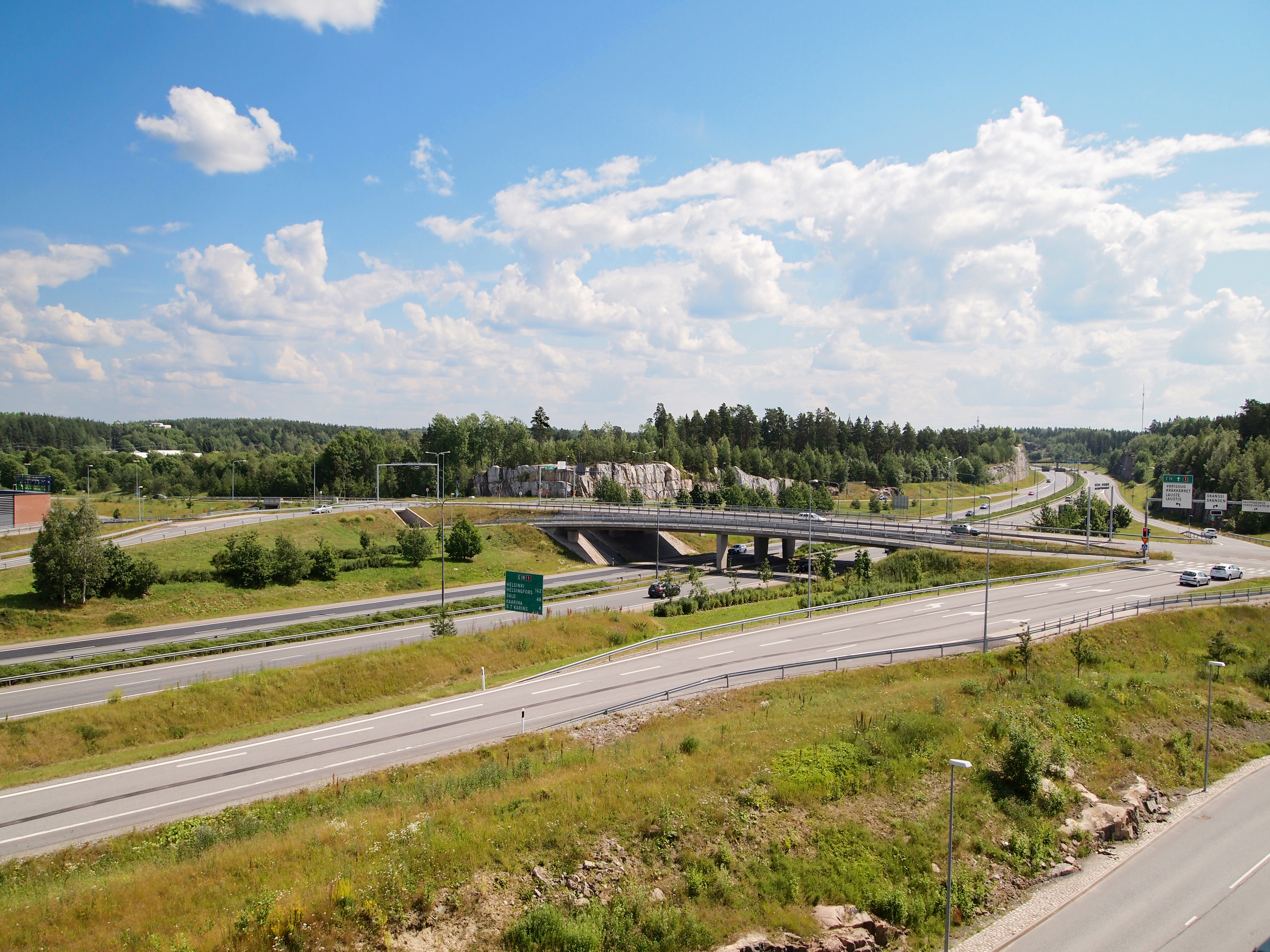
Valtatie 1